# Osmylus fulvicephalus
Osmylus fulvicephalus là một loài côn trùng trong họ Osmylidae thuộc bộ Neuroptera. Loài này được Scopoli miêu tả năm 1763.

## Hình ảnh

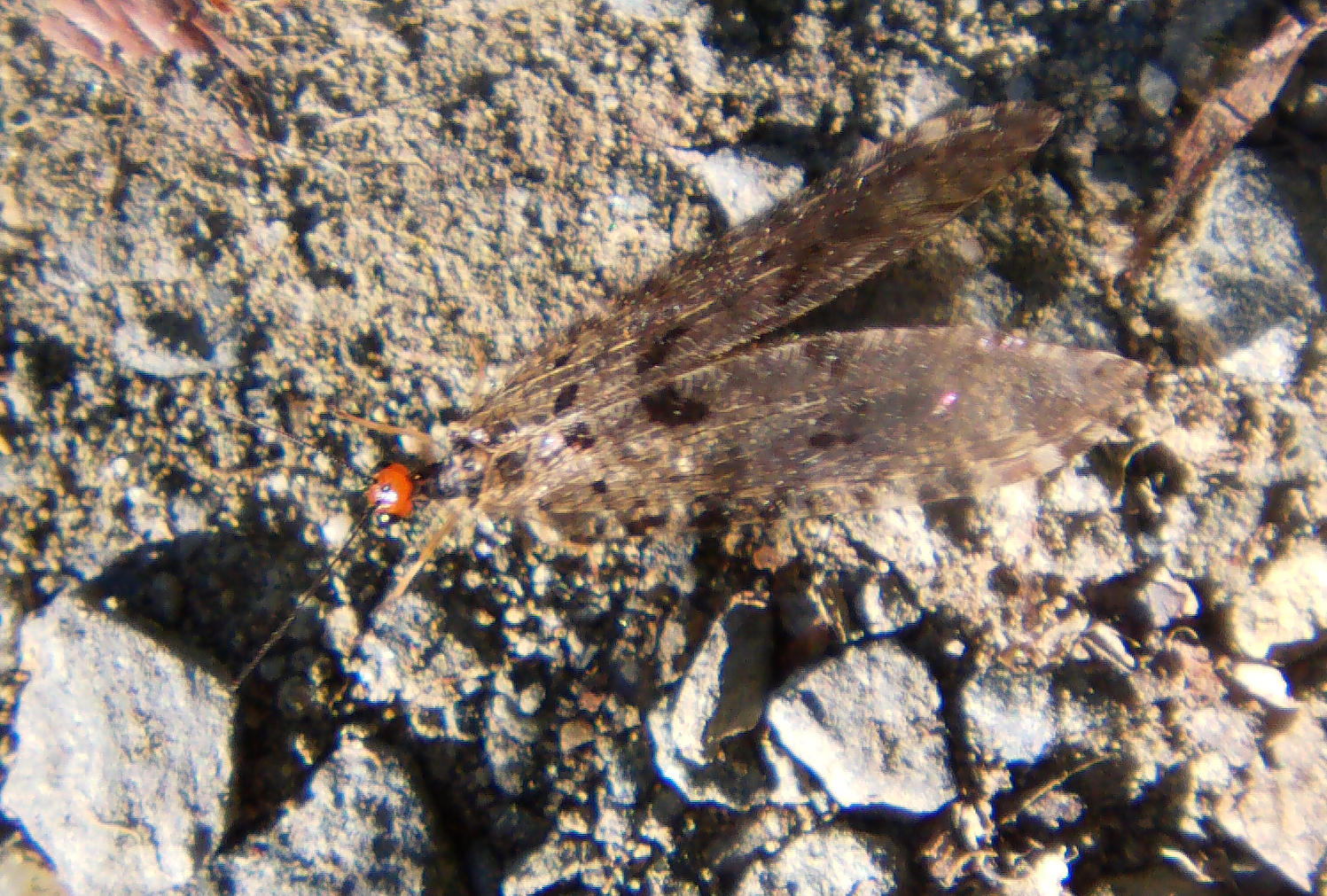
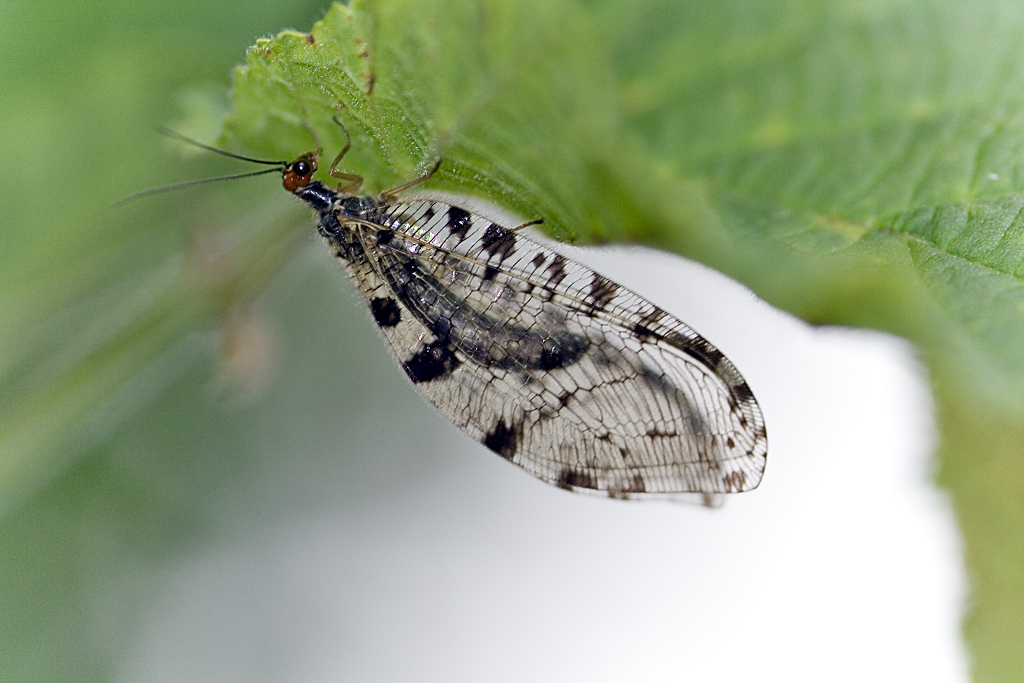
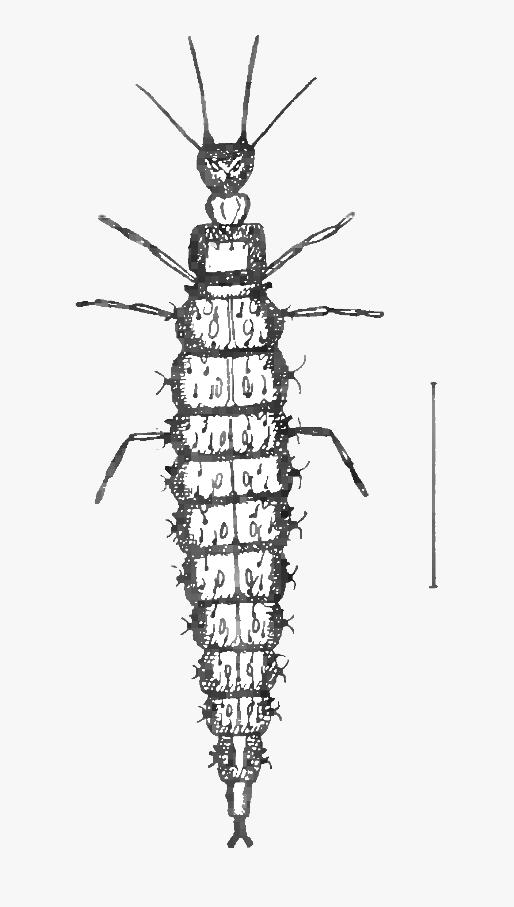
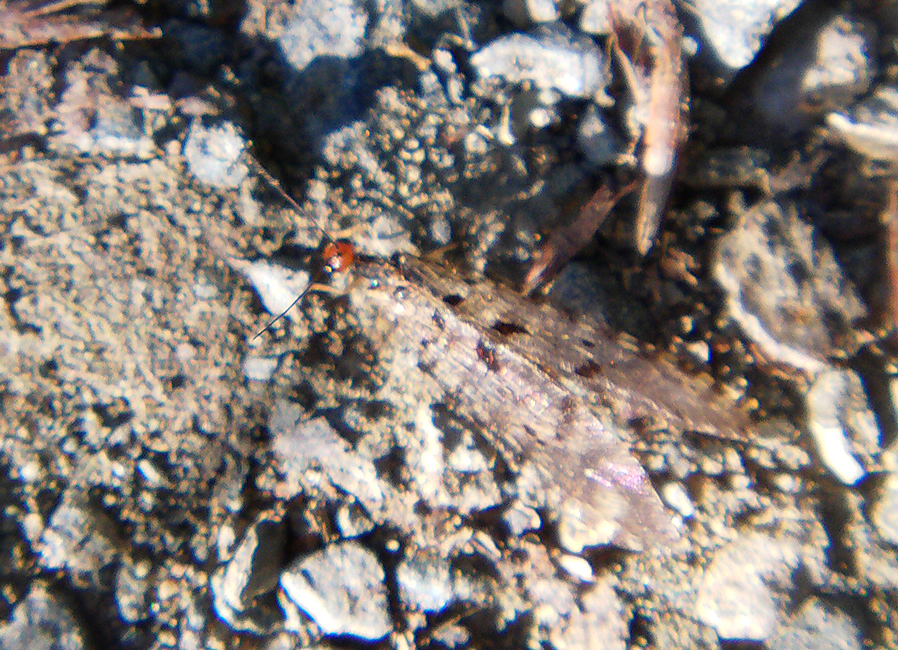